# Ioánnis Papaïoánnou
Ne doit pas être confondu avec Yánnis Papaioánnou.
Ioánnis Papaïoánnou (en grec moderne : Ιωάννης Παπαϊωάννου) est un joueur d'échecs grec né le 20 avril 1976. Grand maître international depuis 1998, il a remporté le championnat de Grèce trois fois de suite (de 1997 à 1999).
Au 1er janvier 2016, il est numéro un grec et le 143e joueur mondial avec un classement Elo de 2 631.

## Compétitions par équipe
Papaïoánnou a représenté la Grèce lors de neuf olympiades (sans interruption de 1998 à 2014), de huit championnats d'Europe par équipe (de 2001 à 2015 ; la Grèce finit quatrième en 2005) et lors du championnat du monde d'échecs par équipe de 2010 (la Grèce finit sixième sur dix équipes).